# Бураков, Василий Николаевич
Василий Николаевич Бураков (5 [18] марта 1915, Черновское, Вятская губерния — 25 октября 2004, Ялта, АР Крым) — старший лейтенант Рабоче-крестьянской Красной Армии, участник Великой Отечественной войны, Герой Советского Союза (1943). Почётный гражданин Ялты (2004).

## Биография
Василий Бураков родился 5 (18) марта 1915 года в селе Черновское в крестьянской семье. Окончил семь классов сельской школы, в возрасте 16 лет был избран председателем колхоза «Новая сила» в Шабалинском районе Кировской области. В 1936 году был призван на службу в Рабоче-крестьянскую Красную армию. Проходил службу на Дальнем Востоке. В 1938 году окончил курсы младших лейтенантов 1-й Дальневосточной армии, в 1939 году, демобилизовавшись, вернулся на родину. В июне 1941 года был повторно призван в армию. Был назначен командиром отряда 12-й парашютно-десантной бригады, формируемой в городе Котельниче Кировской области. Участвовал в боях на Центральном фронте, несколько раз отряд десантников Буракова выполнял спецзадания в тылу противника, выходил из окружения. В 1942 году вступил в ВКП(б). Принимал участие в Сталинградской и Курской битвах. К осени 1943 года лейтенант Василий Бураков командовал батареей 76-миллиметровых орудий 712-го стрелкового полка 132-й стрелковой дивизии 60-й армии Центрального фронта. Отличился во время битвы за Днепр.
25 сентября 1943 года в ходе форсирования Днепра в 4 километрах к юго-западу от села Староглыбов Козелецкого района Черниговской области Украинской ССР. Буракову удалось переправить на западный берег четыре орудия с боеприпасами. На плацдарме артиллеристы Буракова уничтожили несколько вражеских огневых точек и большое количество живой силы противника. Когда из строя вышли все расчёты, Бураков лично встал к орудию и прямой наводкой уничтожил 2 немецких танка. Действия батареи Буракова способствовали успешной переправе через Днепр полковых подразделений.
Указом Президиума Верховного Совета СССР от 17 октября 1943 года за «мужество и героизм, проявленные при форсировании Днепра и удержании плацдарма на правом берегу» лейтенант Василий Бураков был удостоен высокого звания Героя Советского Союза с вручением ордена Ленина и медали «Золотая Звезда» за номером 3619.
В ноябре 1943 года под Житомиром Бураков получил тяжёлое ранение в голову. Выписавшись из госпиталя, вернулся на фронт, но вскоре в бою под Констанцей (Румыния) вновь был тяжело ранен в ногу. В 1945 году был демобилизован по инвалидности. В мае 1945 года медаль «Золотая Звезда» и орден Ленина были вручены Буракову лично председателем Президиума Верховного Совета СССР М. И. Калининым. После демобилизации проживал в Ялте, до 1975 года работал заместителем директора санатория «Киев». Скончался 25 октября 2004 года.
Был также награждён орденами Отечественной войны 1-й степени (6.4.1985), Красной Звезды, а также рядом медалей.

## Комментарии
1. ↑  Село Черновское, волостной центр в Котельничском уезде, в последующем являлось районным центром Кировской области; с 1958 года — в составе Шабалинского района[2].
2. ↑  По другим данным — родился в селе Бураково Черновского района[3] Кировской области. Село Бураковы (Молчановский) в 1915 году относилось к Круглыжской волости Котельнического уезда, в последующем являлось центром Бураковского сельсовета Черновского, в 1945—1955 годы — Новотроицкого района. Не сохранилось, в настоящее время — территория Шабалинского района[4].